# Tercera Regional B de Aragón
La Tercera Regional B de Aragón fue la sexta categoría de fútbol regional en Aragón, España, entre los años 1981 y 1985. Durante sus cuatro ediciones estuvo compuesta por tres, dos y un grupo, dependiendo de la temporada. Al finalizar la misma ascendían a Tercera Regional de Aragón los primeros clasificados. No había descensos al tratarse de la última categoría regional.

## Historia
La categoría nació como la ampliación de los niveles inferiores del fútbol regional masculino en la comunidad para acoger principalmente a los equipos más amateur de Zaragoza y alrededores. En su primera edición, para la temporada 1981-82, la Tercera B se repartía en tres grupos, con un total de 35 equipos. Para la siguiente temporada se redujo a dos grupos con 29 equipos en total. Para la temporada 1983-84 y la 1984-85, se agruparían todos los equipos en un grupo único con 17 y 15 equipos, respectivamente.
Cronología
| - De 1940 a 1968: - Primera Regional de Aragón - Segunda Regional de Aragón - Tercera Regional de Aragón - De 1968 a 1972: - Regional Preferente de Aragón - Primera Regional de Aragón - Segunda Regional de Aragón - Tercera Regional de Aragón - De 1972 a 1977: - Regional Preferente de Aragón - Primera Regional de Aragón - Segunda Regional Preferente de Aragón - Segunda Regional de Aragón - Tercera Regional de Aragón - De 1977 a 1979: - Regional Preferente de Aragón - Primera Regional de Aragón - Segunda Regional de Aragón - Tercera Regional de Aragón - De 1979 a 1981: - Regional Preferente de Aragón - Primera Regional de Aragón - Segunda Regional de Aragón - Segunda Regional B de Aragón - Tercera Regional de Aragón | - De 1981 a 1985: - Regional Preferente de Aragón - Primera Regional de Aragón - Segunda Regional de Aragón - Segunda Regional B de Aragón - Tercera Regional de Aragón - Tercera Regional B de Aragón - De 1985 a 1986: - Regional Preferente de Aragón - Primera Regional de Aragón - Segunda Regional de Aragón - Segunda Regional B de Aragón - Tercera Regional de Aragón - De 1986 a 1990: - Regional Preferente de Aragón - Primera Regional de Aragón - Segunda Regional de Aragón - Tercera Regional de Aragón - De 1990 a la actualidad: - Regional Preferente de Aragón - Primera Regional de Aragón - Segunda Regional de Aragón - Segunda Regional B de Aragón - Tercera Regional de Aragón |